# Hans Reiner Böhm
Hans Reiner Böhm (* 24. September 1941 in Freiburg in Schlesien, heute Świebodzice (Polen); † 5. März 2024) war ein deutscher Ingenieur und Hochschullehrer für Umwelt- und Raumplanung.

## Leben
Hans Reiner Böhm studierte Bauingenieurwesen an der Technischen Hochschule Hannover. 1962 wurde er im Corps Alemannia-Thuringia aktiv. Nach Abschluss des Studiums als Dipl.-Ing. wechselte er an die Rheinische Friedrich-Wilhelms-Universität Bonn, an der er im Bereich Stadt- und Regionalplanung 1978 zum Dr.-Ing. promoviert wurde. Nach internationalen Tätigkeiten als beratender Ingenieur für Stadt- und Regionalplanung sowie Infrastrukturplanung wurde er zum Professor für Umwelt- und Raumplanung an der Technischen Hochschule Darmstadt berufen.
Böhm lehrte Wasserversorgung, Abwasserbeseitigung und Raumplanung. Schwerpunkte seiner wissenschaftlichen Arbeit waren Raumwirkungen von Großvorhaben der Infrastruktur, vorsorgender Hochwasserschutz und Anpassung an die Folgen des Klimawandels.

## Schriften
- Die Integration der Entwässerungsplanung in die Flächennutzungsplanung, 1978
- Wasser : eine Einführung in die Umweltwissenschaften, 1992 (zusammen mit Michael Deneke)
- Anforderungen des vorsorgenden Hochwasserschutzes an Raumordnung, Landes-, Regionalplanung, Stadtplanung und die Umweltfachplanungen : Empfehlungen für die Weiterentwicklung, 1999 (et al.)